# Elaeagnus bambusetorum
Elaeagnus bambusetorum — вид квіткових рослин з родини маслинкових (Elaeagnaceae). Поширення: Китай (пд.-сх. Юньнань).

## Середовище
Населяє бамбукові ліси; на висотах ≈ 1800 метрів.

## Біоморфологічна характеристика
Це листопадний або напіввічнозелений кущ, значно розгалужений. Гілки густо коричнево лускаті. Ніжка листка до 1 см, з густими лусками та зірчастими волосками; листкова пластинка зверху гола, темно-зелена, ланцетно-еліптична, знизу з густими сірими зірчастими волосками, 7–8 × ≈ 2.5 см, бічні жилки 7–10 з кожного боку середньої жилки, основа вузько закруглена, край цільний, верхівка загострена; листя на квітконосних гілках дрібне, сріблясте, блискуче знизу. Квіти часто по 5–7 у пучку біля основи нових гілок. Квітконіжка ≈ 3 мм, тонка; плодоніжка 8–10 мм, тонка. Квіти ≈ 12 у густому пазушному кластері. Квітконіжка відсутня. Трубка чашечки трубчаста, ≈ 5 мм, товста, всередині гола; частки трикутні, ≈ 3 мм. Цвітіння: березень.